# Cosmo Maciocia
Pour les articles homonymes, voir Maciocia.
Cosmo Maciocia, né le 2 février 1942 à Cantalupo nel Sannio, dans le royaume d'Italie, est un homme politique et courtier d'assurances québécois, député de Viger à l'Assemblée nationale du Québec sous la bannière du Parti libéral du Québec de 1981 jusqu'à sa démission le 13 novembre 2001 pour rejoindre les élections municipales à Montréal, où il est élu conseiller du quartier Marc-Aurèle-Fortin. Aux élections de 2005, il est élu maire de l'arrondissement de Rivière-des-Prairies–Pointe-aux-Trembles. Il ne participe pas aux élections municipales de 2009 et a depuis quitté la scène politique.

## Biographie

### Jeunesse
Cosmo Maciocia naît à Cantalupo en 1942 du boucher Donato Maciocia et de Giuseppina Marchione. Il étudie au Seminario Diocesano de Campobasso, puis au Convitto nazionale Mario Pagano (it). 
Il arrive au Canada en 1964. En 1965, il est vendeur d'assurances pour l'Industrielle, puis devient courtier d'assurances en 1967. En janvier 1968, il ouvre son propre cabinet d'assurances, puis est vice-président de Rantucci Maciocia Assurances en 1980. 

### Carrière politique
En 1978, il est élu conseiller municipal de la ville de Saint-Léonard. 
Cosmo Maciocia est élu député de Viger durant les élections générales de 1981 sous la bannière du parti libéral. Il est réélu en 1985, en 1989, en 1994 et en 1998. Dans le second gouvernement Bourassa, il est adjoint parlementaire de la ministre des Communautés culturelles et de l'Immigration Louise Robic jusqu'au 17 mai 1989. Il est par la suite adjoint parlementaire du ministre des Affaires internationales Paul Gobeil jusqu'au 9 août 1989, puis des ministres des Affaires municipales Yvon Picotte et Claude Ryan jusqu'au 3 juillet 1991, puis du ministre délégué aux Affaires intergouvernementales canadiennes Gil Rémillard jusqu'au 25 janvier 1994 et enfin de la ministre déléguée à l'Administration et à la Fonction publique Monique Gagnon-Tremblay jusqu'au 24 juillet de la même année. 
Au jour de sa démission le 13 novembre 2001, il était vice-président de la Commission de l'agriculture, des pêcheries et de l'alimentation depuis le 4 mars 1999. 
Après la politique nationale, Maciocia débute en politique municipale. Aux élections de 2001, qui suivent les grandes fusions municipales, il est élu conseiller du quartier de Marc-Aurèle-Fortin de l'arrondissement de Rivière-des-Prairies–Pointe-aux-Trembles-Montréal-Est sous la bannière de l'Union Montréal. En janvier 2002, il devient président d'arrondissement. Aux élections de 2005, il devient maire de l'arrondissement, depuis devenu Rivière-des-Prairies–Pointe-aux-Trembles. En 2008, alors qu'il est maire d'arrondissement, il lance un projet de construction dans le parc René-Masson, qui verrait la construction d'une nouvelle mairie et d'une maison de la culture. Plus tôt dans la même année, il résout un cas de facturation trop chère pour des habitants de la rue Delphis-Delorme, qui se sont plaints des coûts des travaux résidentiels. Le projet de nouvelle mairie est finalement abandonné au cours de l'année 2009, ce qui a fortement déplu à Maciocia. Il ne se présente pas aux élections de 2009 et soutient le candidat unioniste Joe Magri, qui finit par le succéder en tant que maire d'arrondissement,,. 

### Après la vie politique et vie privée
Cosmo Maciocia a depuis pris sa retraite et n'a annoncé aucun plans de retour en politique.
Il a un fils, Danny, qui est entraîneur de football canadien, et a souvent accompagné son fils lors de ses voyages reliés au football.
Il est membre de la Chambre de commerce de Saint-Léonard, de la Canadian Italian Business and Professional Association et du Cercle Jean Cabot et est commandeur de l'Académie gentium pro pace. 

## Résultats électoraux
| Votants                  | Votants                  | Votants                  | 28 059    |             |  |  |
|                          |                          |                          |           |             |  |  |
| Bulletins enregistrés    | Bulletins enregistrés    | Bulletins enregistrés    | 28 059    |             |  |  |
| Bulletins blancs ou nuls | Bulletins blancs ou nuls | Bulletins blancs ou nuls | 0         | 0 %         |  |  |
| Suffrages exprimés       | Suffrages exprimés       | Suffrages exprimés       | 28 059    | 100 %       |  |  |
|                          |                          |                          |           |             |  |  |
|                          | Candidat                 | Parti                    | Suffrages | Pourcentage |  |  |
|                          | Cosmo Maciocia           | UCIM                     | 14 113    | 50,3 %      |  |  |
|                          | Colette Paul             | Vision Montreal          | 12 189    | 43,44 %     |  |  |
|                          | Marius Minier            | ÉVM                      | 1 757     | 6,26 %      |  |  |

| Votants                  | Votants                  | Votants                  | 10 229    |             |  |  |
|                          |                          |                          |           |             |  |  |
| Bulletins enregistrés    | Bulletins enregistrés    | Bulletins enregistrés    | 10 229    |             |  |  |
| Bulletins blancs ou nuls | Bulletins blancs ou nuls | Bulletins blancs ou nuls | 0         | 0 %         |  |  |
| Suffrages exprimés       | Suffrages exprimés       | Suffrages exprimés       | 10 229    | 100 %       |  |  |
|                          |                          |                          |           |             |  |  |
|                          | Candidat                 | Parti                    | Suffrages | Pourcentage |  |  |
|                          | Cosmo Maciocia           | UCIM                     | 5 146     | 50,31 %     |  |  |
|                          | Giovanni De Michele      | Vision Montreal          | 4 823     | 47,15 %     |  |  |
|                          | Françoise Desrochers     | PÉBM                     | 260       | 2,54 %      |  |  |

|                                                                                               | Nom                      | Parti                 | Nombre de voix | %      | Maj.   |
| --------------------------------------------------------------------------------------------- | ------------------------ | --------------------- | -------------- | ------ | ------ |
|                                                                                               | Cosmo Maciocia (sortant) | Libéral               | 18 715         | 64,8 % | 11 219 |
|                                                                                               | Marie Di Corpo           | Parti québécois       | 7 496          | 26 %   | -      |
|                                                                                               | Jacques Gauthier         | Action démocratique   | 2 369          | 8,2 %  | -      |
|                                                                                               | Alain Bernatchez         | Démocratie socialiste | 168            | 0,6 %  | -      |
|                                                                                               | Tommy Audet              | Parti innovateur      | 135            | 0,5 %  | -      |
| Total                                                                                         | Total                    | Total                 | 28 883         | 100 %  |        |
| Le taux de participation lors de l'élection était de 80,3 % et 351 bulletins ont été rejetés. |                          |                       |                |        |        |

|                                                                                               | Nom                      | Parti              | Nombre de voix | %      | Maj.   |
| --------------------------------------------------------------------------------------------- | ------------------------ | ------------------ | -------------- | ------ | ------ |
|                                                                                               | Cosmo Maciocia (sortant) | Libéral            | 18 743         | 64,3 % | 10 214 |
|                                                                                               | Umberto Di Genova        | Parti québécois    | 8 529          | 29,2 % | -      |
|                                                                                               | Jean-Guy Couture         | NPD Québec         | 1 485          | 5,1 %  | -      |
|                                                                                               | Denis Lacroix            | Loi naturelle      | 223            | 0,8 %  | -      |
|                                                                                               | Roberto Barba            | Parti innovateur   | 100            | 0,3 %  | -      |
|                                                                                               | Claude Brunelle          | Marxiste-léniniste | 85             | 0,3 %  | -      |
| Total                                                                                         | Total                    | Total              | 29 165         | 100 %  |        |
| Le taux de participation lors de l'élection était de 84,1 % et 527 bulletins ont été rejetés. |                          |                    |                |        |        |

|                                                                                               | Nom                      | Parti              | Nombre de voix | %      | Maj.  |
| --------------------------------------------------------------------------------------------- | ------------------------ | ------------------ | -------------- | ------ | ----- |
|                                                                                               | Cosmo Maciocia (sortant) | Libéral            | 16 847         | 60,7 % | 8 772 |
|                                                                                               | Michel Dupont            | Parti québécois    | 8 075          | 29,1 % | -     |
|                                                                                               | David De Santis          | Égalité            | 1 831          | 6,6 %  | -     |
|                                                                                               | Rolf Bramann             | Vert               | 877            | 3,2 %  | -     |
|                                                                                               | Catherine Commandeur     | Marxiste-léniniste | 111            | 0,4 %  | -     |
| Total                                                                                         | Total                    | Total              | 27 741         | 100 %  |       |
| Le taux de participation lors de l'élection était de 75,4 % et 690 bulletins ont été rejetés. |                          |                    |                |        |       |

|                                                                                               | Nom                      | Parti                        | Nombre de voix | %      | Maj.   |
| --------------------------------------------------------------------------------------------- | ------------------------ | ---------------------------- | -------------- | ------ | ------ |
|                                                                                               | Cosmo Maciocia (sortant) | Libéral                      | 20 060         | 68,3 % | 12 106 |
|                                                                                               | André Normandeau         | Parti québécois              | 7 954          | 27,1 % | -      |
|                                                                                               | René Sigouin             | NPD Québec                   | 617            | 2,1 %  | -      |
|                                                                                               | Marius Henry             | Vert                         | 295            | 1 %    | -      |
|                                                                                               | Jacques Binette          | Parti indépendantiste (1985) | 235            | 0,8 %  | -      |
|                                                                                               | Amine Hachem             | Indépendant                  | 131            | 0,4 %  | -      |
|                                                                                               | Christian Rivest         | Socialisme chrétien          | 86             | 0,3 %  | -      |
| Total                                                                                         | Total                    | Total                        | 29 378         | 100 %  |        |
| Le taux de participation lors de l'élection était de 76,9 % et 375 bulletins ont été rejetés. |                          |                              |                |        |        |

|                                                                                               | Nom               | Parti           | Nombre de voix | %      | Maj.  |
| --------------------------------------------------------------------------------------------- | ----------------- | --------------- | -------------- | ------ | ----- |
|                                                                                               | Cosmo Maciocia    | Libéral         | 18 794         | 59,4 % | 6 528 |
|                                                                                               | Paul Doyon        | Parti québécois | 12 266         | 38,7 % | -     |
|                                                                                               | J.-François Émond | Union nationale | 598            | 1,9 %  | -     |
| Total                                                                                         | Total             | Total           | 31 658         | 100 %  |       |
| Le taux de participation lors de l'élection était de 84,6 % et 377 bulletins ont été rejetés. |                   |                 |                |        |       |